# シーニオ
シーニオ（伊: Sinio）は、イタリア共和国ピエモンテ州クーネオ県にある人口約500人の基礎自治体（コムーネ）。

## 地理

### 位置・広がり
| 隣接するコムーネは以下の通り。 - アルバレット・デッラ・トッレ - チェッレート・ランゲ - モンテルーポ・アルベーゼ - ロッディーノ - ロデッロ - セッラルンガ・ダルバ |

#### 地震分類
イタリアの地震リスク階級 (it) では、4 に分類される
。